# Jurij Andruchovytj
Jurij Ihorovytj Andruchovytj (ukrainska: Юрій Ігорович Андрухович), född 13 mars 1960 i Stanyslaviv i Ukrainska SSR i Sovjetunionen (nu Ivano-Frankivsk i Ukraina), är en ukrainsk författare, poet och översättare.
År 1982 var Andruchovytj med och grundade litteraturgruppen Bu-Ba-Bu. Samma år tog han examen från journalistfakulteten vid Lvivs universitet och mellan 1989 och 1991 studerade han litteratur vid Maksim Gorkijs litteraturinstitut i Moskva.
Han har gett ut ett flertal romaner, diktsamlingar och novellsamlingar och har även översatt litteratur från engelska, tyska, polska och ryska. Hans essäer utkommer regelbundet i tidningen Dzerkalo Tyzjnia.
Andruchovytj har länge arbetat för att Ukraina ska närma sig EU. Han var bland annat aktiv under orangea revolutionen och euromajdan och har tagit ställning mot Rysslands ockupation av Krimhalvön och kriget i östra Ukraina.